# NGC 6859
NGC 6859 — тройная звезда в созвездии Орёл.
Этот объект входит в число перечисленных в оригинальной редакции «Нового общего каталога».